# Halmopota salinaria
Halmopota salinaria är en tvåvingeart som först beskrevs av Bouche 1834.  Halmopota salinaria ingår i släktet Halmopota och familjen vattenflugor. Inga underarter finns listade i Catalogue of Life.